# Panaxia hera
Panaxia hera là một loài bướm đêm thuộc phân họ Arctiinae, họ Erebidae.